# Nancy Meyers

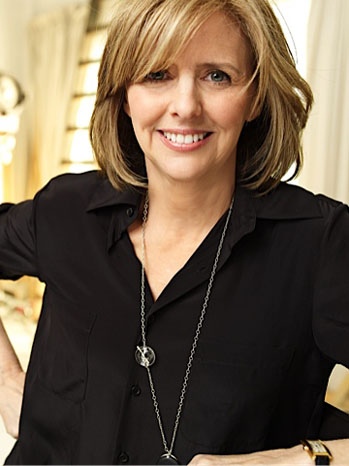
Nancy Meyers (2013)

Nancy Jane Meyers (* 8. Dezember 1949 in Philadelphia, Pennsylvania) ist eine US-amerikanische Regisseurin, Filmproduzentin und Drehbuchautorin.

## Leben
Zu Nancy Meyers bekanntesten Arbeiten als Filmregisseurin zählen Was das Herz begehrt mit Diane Keaton und Jack Nicholson, Was Frauen wollen (2000) und Ein Zwilling kommt selten allein – nach dem Roman Das doppelte Lottchen von Erich Kästner. Zu ihren bekanntesten Drehbüchern zählt neben Was das Herz begehrt Vater der Braut. 
Bei der Oscarverleihung 1981 war Nancy Meyers für ihre Mitarbeit an dem Drehbuch Schütze Benjamin für den Oscar nominiert, außerdem erhielt sie 1981 den Writers Guild of America Award. Der Film war die erste Produktion überhaupt, mit der sie als Drehbuchautorin und Produzentin in Erscheinung trat. 1998 gab sie ihr Regiedebüt.
Sie war von 1980 bis 1999 mit dem Regisseur und Drehbuchautor Charles Shyer (1941–2024), mit dem sie vielfach zusammenarbeitete, verheiratet. Ihre beiden Töchter sind Schauspielerinnen.

## Filmografie (Auswahl)
Regie
- 1998: Ein Zwilling kommt selten allein (The Parent Trap)
- 2000: Was Frauen wollen (What Women Want)
- 2003: Was das Herz begehrt (Something’s Gotta Give)
- 2006: Liebe braucht keine Ferien (The Holiday)
- 2009: Wenn Liebe so einfach wäre (It’s Complicated)
- 2015: Man lernt nie aus (The Intern)
- 2020: Father of the Bride Part 3 (ish) (Kurzfilm)

Drehbuch
- 1980: Schütze Benjamin (Private Benjamin) – Regie: Howard Zieff
- 1984: Triple Trouble (Irreconcilable Differences) – Regie: Charles Shyer
- 1986: Baby Boom – Eine schöne Bescherung (Baby Boom) – Regie: Charles Shyer
- 1987: Jumpin’ Jack Flash – Regie: Penny Marshall (unter dem Pseudonym: Patricia Irving)
- 1991: Vater der Braut (Father of the Bride) – Regie: Charles Shyer
- 1992: Es war einmal ein Mord – 7 Gauner und ein Dackel (Once Upon a Crime) – Regie: Eugene Levy
- 1995: Ein Geschenk des Himmels – Vater der Braut 2 (Father of the bride Part 2) – Regie: Charles Shyer
- 1998: Ein Zwilling kommt selten allein (The Parent Trap)
- 2003: Was das Herz begehrt (Something’s Gotta Give)
- 2006: Liebe braucht keine Ferien (The Holiday)
- 2009: Wenn Liebe so einfach wäre (It’s Complicated)
- 2015: Man lernt nie aus (The Intern)
- 2020: Father of the Bride Part 3 (ish) (Kurzfilm)

Produktion
- 1980: Schütze Benjamin (Private Benjamin)
- 1987: Baby Boom – Eine schöne Bescherung (Baby Boom)
- 1991: Vater der Braut (Father of the Bride)
- 1994: I Love Trouble – Nichts als Ärger (I Love Trouble)
- 1995: Ein Geschenk des Himmels – Vater der Braut 2 (Father of the bride Part 2)
- 2000: Was Frauen wollen (What Women Want)
- 2003: Was das Herz begehrt (Something’s Gotta Give)
- 2006: Liebe braucht keine Ferien (The Holiday)
- 2009: Wenn Liebe so einfach wäre (It’s Complicated)
- 2015: Man lernt nie aus (The Intern)
- 2017: Liebe zu Besuch (Home Again)